# 華碩

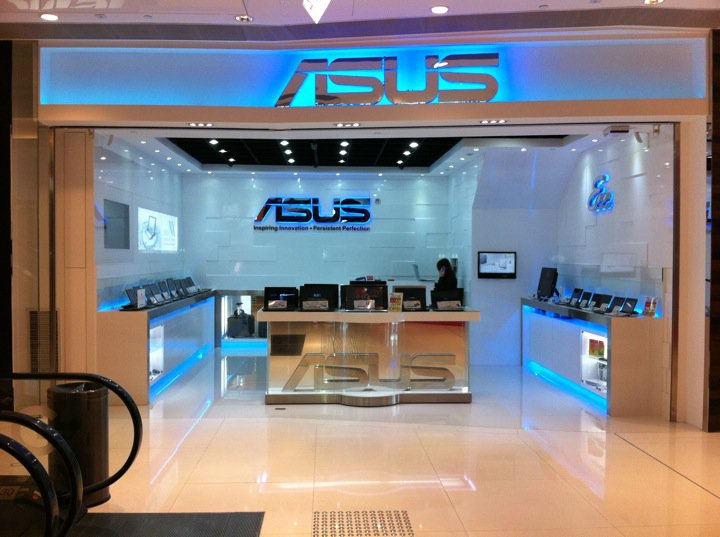
華碩專賣店

華碩電腦，簡稱華碩，是源自臺灣的跨國科技公司，成立於1989年，總部位於臺北市關渡。其產品主要為家用與商務用桌上型電腦、筆記型電腦、平板電腦、主機板、顯示卡、顯示器、儲存裝置、外圍設備、行動電話、可穿戴設備、投影機、網路通信設備、工作站、服務器。根據高德納公司在2024年第4季度的統計，其為全球第5大個人電腦供應商。
華碩亦曾為全球最大電腦OEM及ODM製造商，至2008年將代工業務分割成立和碩等公司，專營品牌經營業務。2023年其品牌價值達22.01億美元，位列台灣第一。華碩在臺灣證券交易所的上市代碼為臺證所：2357。

## 名稱緣由
公司名稱「華碩」來自成為「華人之碩」的期望，國際品牌名稱「ASUS」則來自希臘神話的天馬（Pegasus），象徵著聖潔、完美與純真的形象，並在字母分類的排序表列中居首位，代表著永不懈怠、追求卓越的精神。
ASUS的正確念法是[ey-soos]，但是在台灣多念為[ah-soos]。

## 沿革與重要事件
- 1989年: 成立華碩電腦有限公司。
- 1990年：成立弘碩電腦股份有限公司。
- 1992年：與英特爾開展合作。

華碩電競品牌「玩家共和國」標誌

- 1994年：弘碩電腦正式更名為「華碩電腦」。
- 1995年：成為全球主機板領導品牌。
- 1996年：華碩於臺灣證券交易所正式掛牌上市。
- 1997年：推出首款筆記型電腦。
- 1999年：華碩10周年。
- 2003年：
  - 推出首款3G掀蓋式行動電話。
  - 經濟部工業局主辦之首屆《台灣國際品牌》調查，華碩品牌價值11.96億美元，位列第1。
- 2004年：成為全球領先的VGA顯示器製造商。
- 2006年：
  - 創立副品牌「玩家共和國」（ROG）。
  - 根據iSuppli統計，華碩在ODM名列全球第1[13]。
  - 出售轉投資之網路IC公司鈺碩科技予美國晶片大廠Atheros，包含現金、股票、核心團隊和產品在內，總出售金額約新臺幣23.74億元[14]。
- 2007年：
  - 華碩宣佈將於2008年分割公司的品牌和代工業務。
  - 推出首款電競筆記型電腦。
  - 推出Eee PC，風靡全球，被視為小筆電（Netbook）的鼻祖之一。《富比世》亞洲版評為年度風雲產品。
- 2008年：
  - 華碩分割品牌和代工，品牌業務留在華碩，代工業務分割出去，成立兩家由華碩100%持股的子公司；和碩聯合科技負責電腦產品代工事業，永碩聯合國際負責機殼、寬頻等非電腦代工事業。
  - 推出「華碩雲端服務」。
  - 成立「華碩文教基金會」。
  - 連續11年獲美國《商業周刊》（BusinessWeek）評選為全球前100大科技公司。
- 2009年：華碩20周年。
- 2010年：華碩召開股東臨時會，決議通過營業分割案，將代工業務分割讓與和碩及永碩，各自專注於品牌和代工事業。
  - 創立副品牌「終極力量」（TUF）。
- 2011年：
  - 加入由Facebook主導的開放運算計畫。[15][16]
  - 推出第一代超極致筆電。
- 2012年：
  - 華碩對兩家子公司和碩與永碩進行減資切割，持股大幅降低，成為各自獨立的公司。
  - 華碩雲端以「個人教育雲解決方案」為國立臺灣大學建立「NTU Space」個人雲端服務[17]。
  - 成為PlayStation Mobile認證夥伴[18]。
- 2013年：
  - 工研院與華碩及另外7家業者發起成立臺灣開放運算高峰會，為開放運算計畫在美國境外的第二個分會[19]。
  - 與台北市政府合作，推出智慧城市解決方案，內含五個雲端平台：市民雲、企業雲、教育雲、健康雲及開放資料雲。
- 2014年：
  - 推出首款智慧型手機ZenFone。
- 2016年：與台北市政府、中央研究院及瑞昱半導體合作「空氣盒子PM2.5專案」，為台北市建置城市空氣汙染智慧監測系統。
- 2017年：
  - 宣佈組織改革，將集團劃分為三大產品事業群，除既有的「電腦事業群」和「行動運算產品事業群」外，增設「電競電腦事業群」。[20]
  - 與新竹市政府合作，建置台灣第一個城市級物聯網公共數據平台。
- 2018年：
  - 董事會決議施崇棠續任董事長。
  - 推出首款電競智慧型手機ASUS ROG Phone。[21][22]
  - 與廣達電腦、台灣大哥大合作，完成國家實驗研究院國家高速網路與計算中心的國有AI超級電腦《台灣杉二號》及台灣AI雲之建置案。
  - 宣布再次組織改革與高層人事異動，並啟動最大轉型計畫，包括雙執行長制、手機策略轉型計畫、AIoT新策略事業計畫。
  - 設立AICS（華碩AI研發中心）。
  - 獲利創2008年品牌與代工分割以來新低，每股盈餘僅5.7元。
- 2019年：
  - 新設立「智慧物聯網事業群」。
  - 於台南市啟用「華碩電腦雲端暨AI台南研發中心」，將與台南市政府在智慧停車、智慧校園、智慧醫療與5G智慧路燈等四大應用領域合作。
  - 華碩雲端取得新加坡主權基金淡馬錫控股旗下Certis Group的訂單，協助建置Certis AI 雲端系統，應用於智慧安全監控與科技執法。
  - 華碩參與歐盟智慧城市公共衛生研究計畫。
  - 《台灣國際品牌》調查，華碩品牌價值15.49億美元，蟬連7年冠軍。
- 2020年：
  - 華碩獲美國電腦評測媒體《LAPTOP Magazine》評為2020全球最佳筆電品牌。
  - 與台中市政府、國家高速網路與計算中心宣布「大數據分析驗證計畫」，協助台中市的空汙及交通之治理。
  - 獲利創歷史新高，每股盈餘達35.8元。[23]
- 2021年：
  - 華碩第六度入列美國《財富雜誌》2021全球最受推崇企業的電腦類別排行榜。[24]
  - 加入由氣候組織和碳揭露專案提出的「RE100」倡議，承諾於2030年前在臺灣100%使用再生能源的目標，全球據點則在2035年跟進。[25]
- 2024年:
  - 入選Corporate Knights 所發行之潔淨200大企業(Clean200)前二十五強。[26]

## 合併與收購
- 佳能企業股份有限公司[27]，原屬能率集團旗下。2007年華碩取得13%股權與過半董事席次，由華碩主導經營權。專注於數位相機專業設計代工製造（英语：Design_Manufacture_Service_DMS）。[28][29]
- 研揚科技股份有限公司，2011年6月併入華碩旗下的子公司碩陽科技。專注於工業電腦之研究發展與製造。[30][31][32]
- 亞旭電腦股份有限公司[33]，1989年成立，華碩集團持股100%子公司。專注於網路通訊及電子產品開發。
- 崇碩科技股份有限公司[34]，1996年成立，隸屬華碩集團。崇碩科技為儲存裝置製造商。
- 翔威國際股份有限公司[35]，1997年成立，核心成員來自資策會，為華碩集團子公司。專注於資訊軟體產品開發、銷售與專業服務。
- 捷揚光電股份有限公司[36]，1998年成立，華碩電腦關係企業之一。捷揚光電為光學器材製造商。
- 國際聯合科技股份有限公司[37]，1998年年成立，由工研院光電所資深離職員工組成，2004年加入華碩集團。專注於噴墨印字頭關鍵零件及耗材之開發。[38]
- 華碩雲端股份有限公司[39]，2000年成立，華碩電腦轉投資之子公司，公司名稱由全球聯迅改為華碩雲端。專注於華碩雲端服務之研發與營運。
- 祥碩科技股份有限公司[40]，2004年成立，華碩集團子公司。專注於高速類比電路設計開發。
- 力智電子股份有限公司[41]，2005年成立，華碩集團子公司。專注於先進類比/混合訊號積體電路與電源管理IC之設計及行銷。[42][43]
- 力碩電子股份有限公司[44]，2005年成立，華碩集團100%轉投資所成立子公司。專注於電源相關產品之研發設計、生產及銷售。
- 宇碩電子股份有限公司[45]，2007年成立，華碩集團跨足第4C產業（汽車電子）所100%投資的子公司。專注於汽車電子設計製造。
- 凌海科技股份有限公司[46]，2009年年成立，華碩集團持股100%子公司。專注於掃地機器人及電腦零組件產品。
- 景碩科技股份有限公司[47]，2000年9月成立，主要從事IC封裝用之基板製造與銷售，目前隸屬於和碩集團。
- 華芸科技股份有限公司[48]，2011年成立，華碩直接投資成立的公司。專注於網路儲存設備的設計及相關軟硬體、固件研發及整合。
- 翔碩科技股份有限公司[49]，2020年成立，華碩100%持股子公司，專注於3C維修料件、智能產品及垂直售後服務的整合。
- 台灣智慧雲端服務股份有限公司[50]，2021年2月成立，華碩集團子公司。與國家高速網路與計算中心合作，承作國家主權雲端平台TWCC（Taiwan Computing Cloud，臺灣AI雲）的維運和銷售。

## 研發
華碩重視自主創新，亦不斷加強成本控制，得以推出價格低於競爭對手的3C產品。根據蘋果日報在2012年11月整理的研發實力比較，華碩投入人力甚多。
研發人員數：
- 2006年：2,168人
- 2007年：2,568人
- 2008年：3,056人
- 2009年：3,268人
- 2010年：3,398人
- 2011年：3,886人
- 2012年：4,168人
- 2013年：4,256人

## 產品
华硕的产品包括二合一电脑，家用與企業商務用笔记本电脑、平板电脑、台式电脑、智能手机、个人数字助理、伺服器、电脑显示器、主板、显卡、声卡、光盘驱动器、计算机联网设备、机箱、计算机组件、电脑散热系统和人工智慧解決方案。

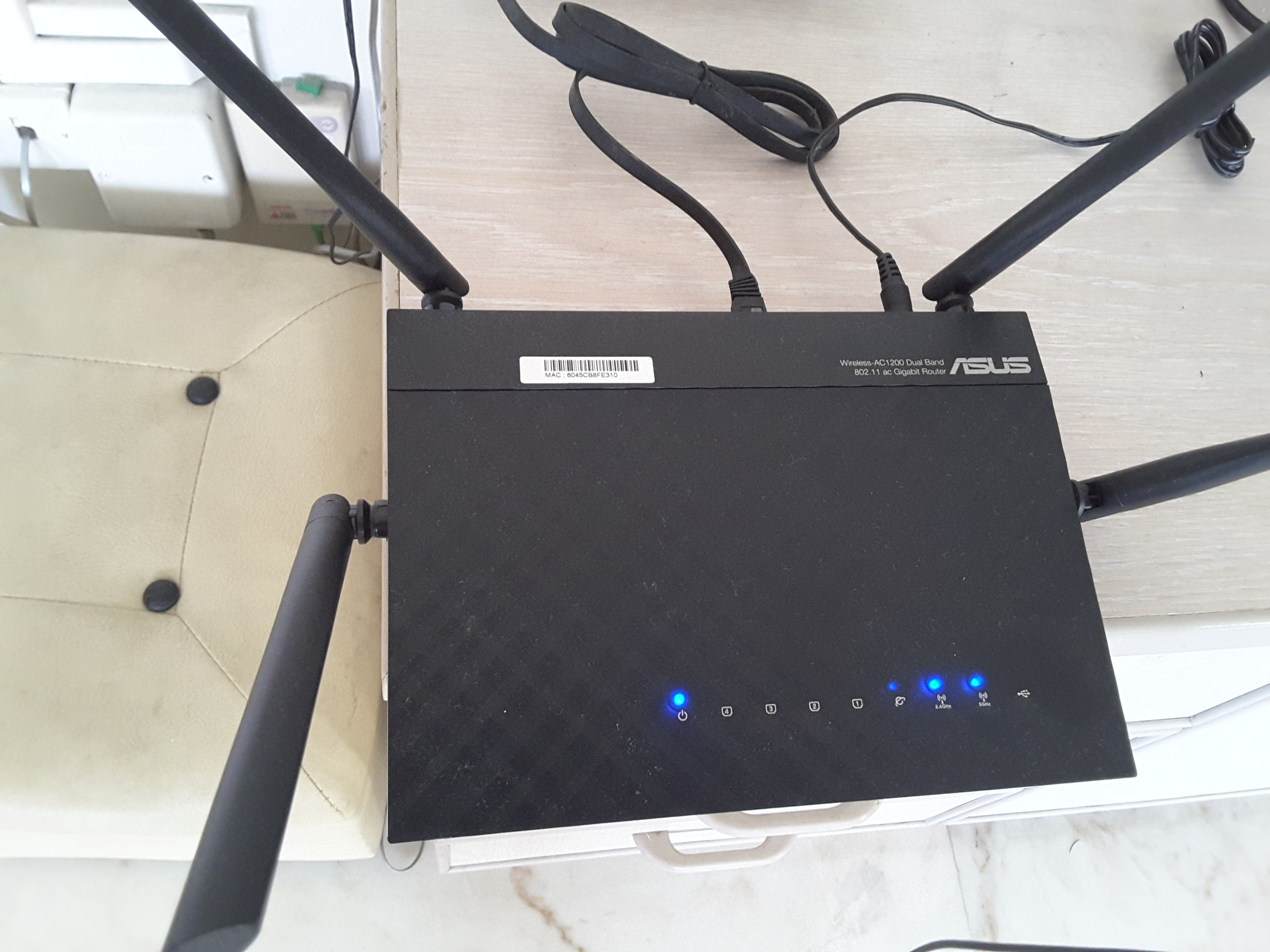
华硕Wireless-AC1200双频802.11ac千兆路由器
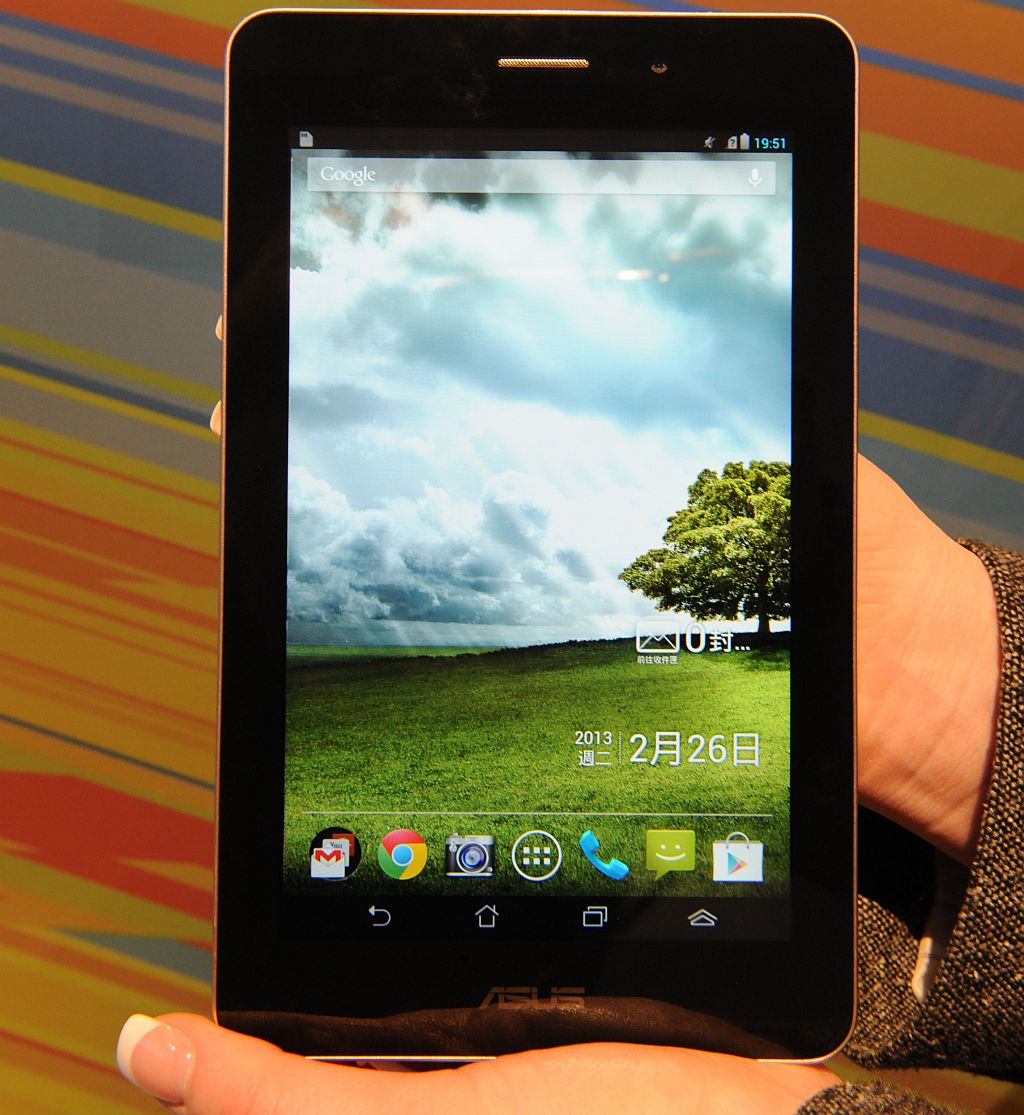
Asus Fonepad
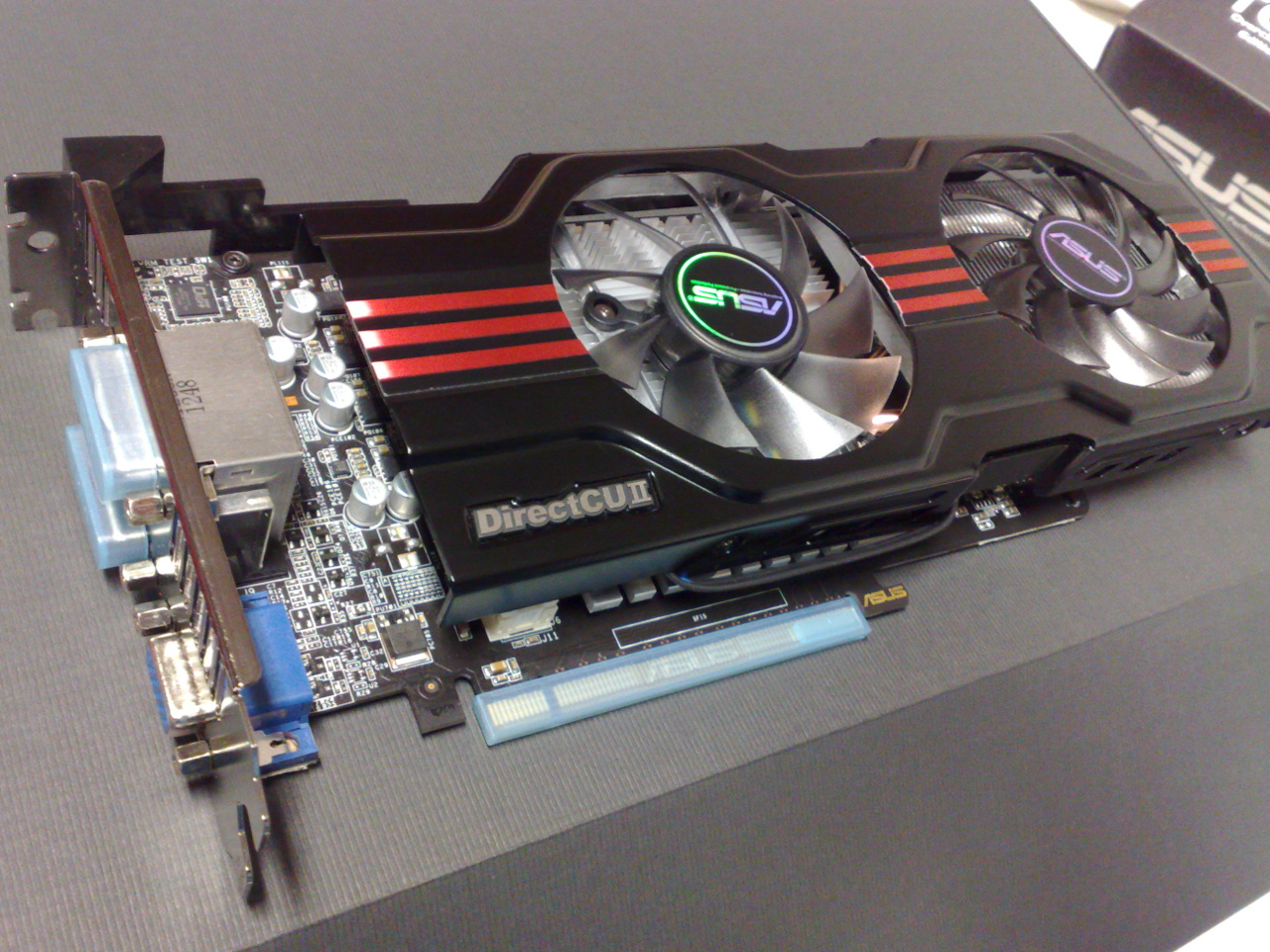
Asus Nvidia GeForce GTX 650 Ti，PCI-E 3.0 x16 显卡
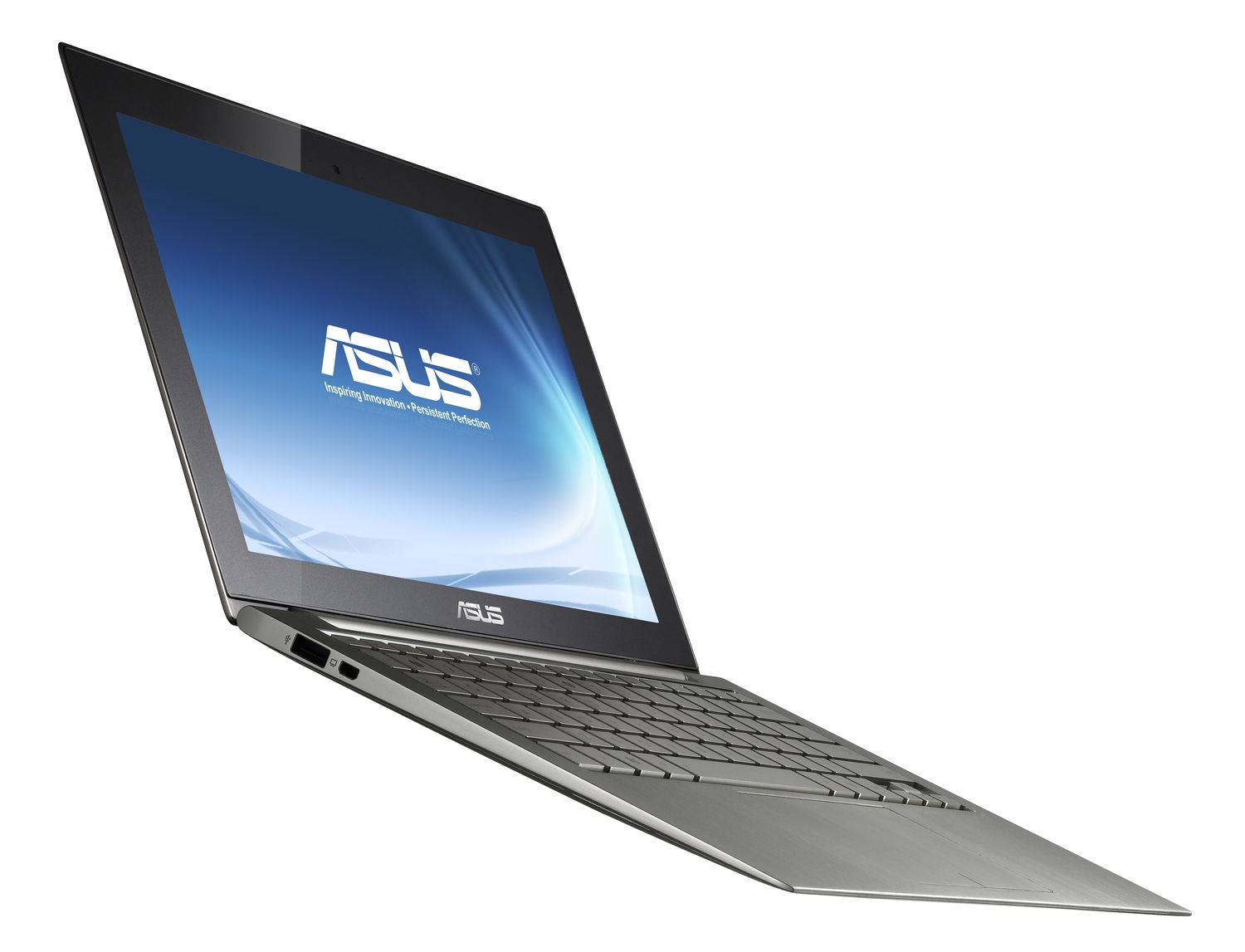
Asus x21 ultrabook
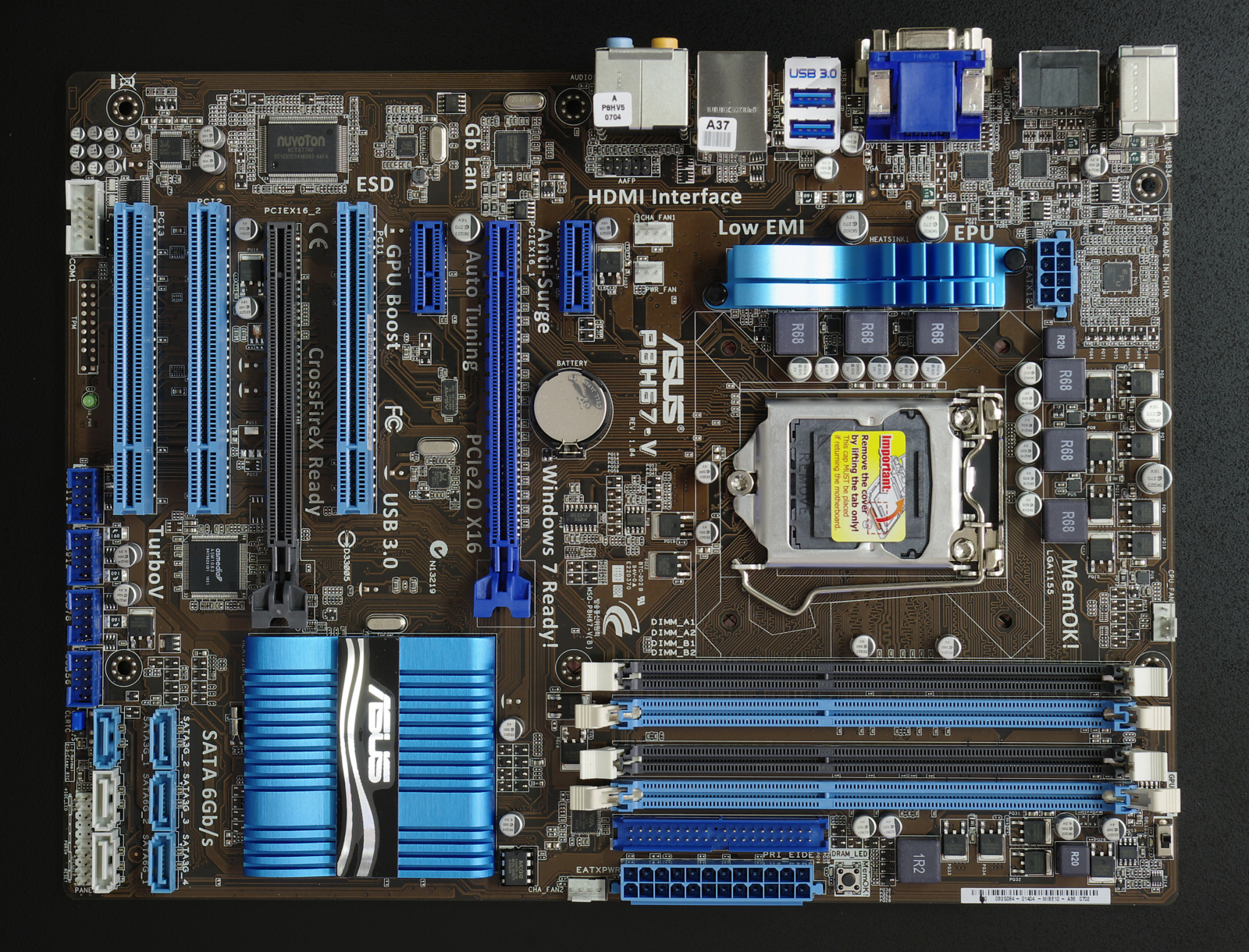
华硕主板
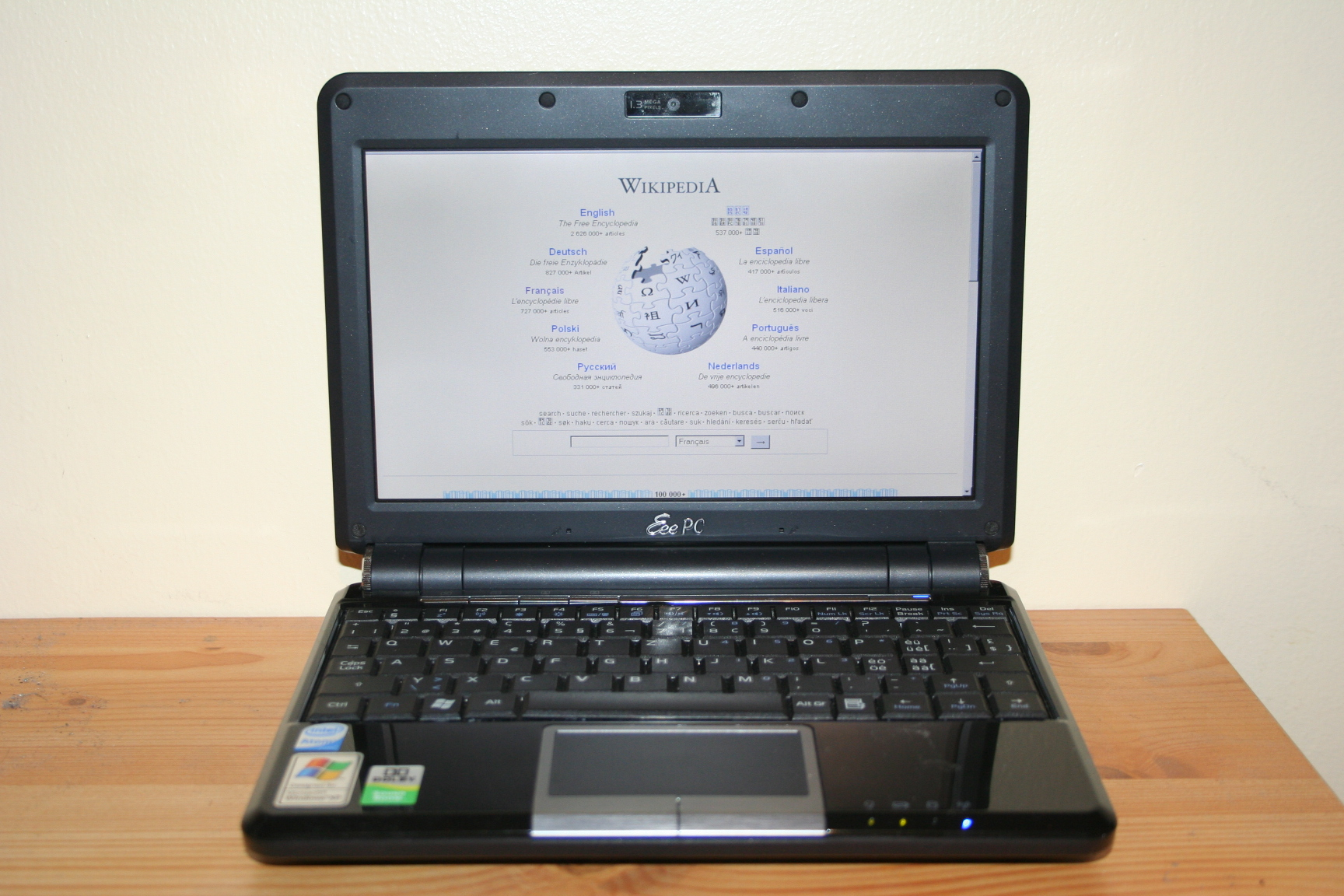
Asus EeePC 901
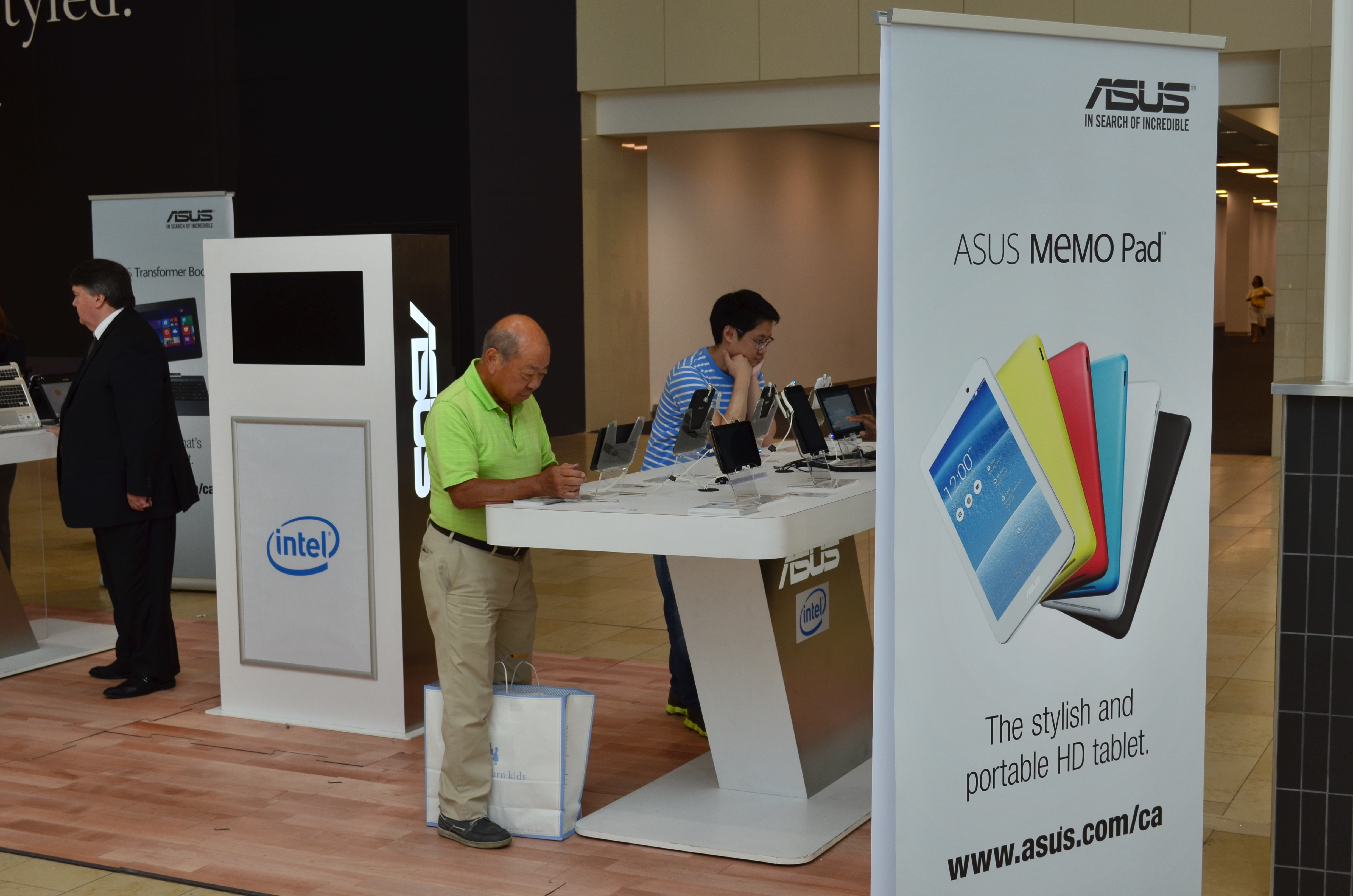
Asus MeMO Pad
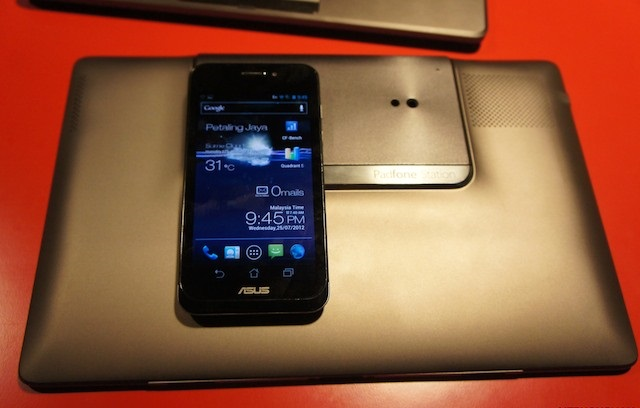
Asus PadFone
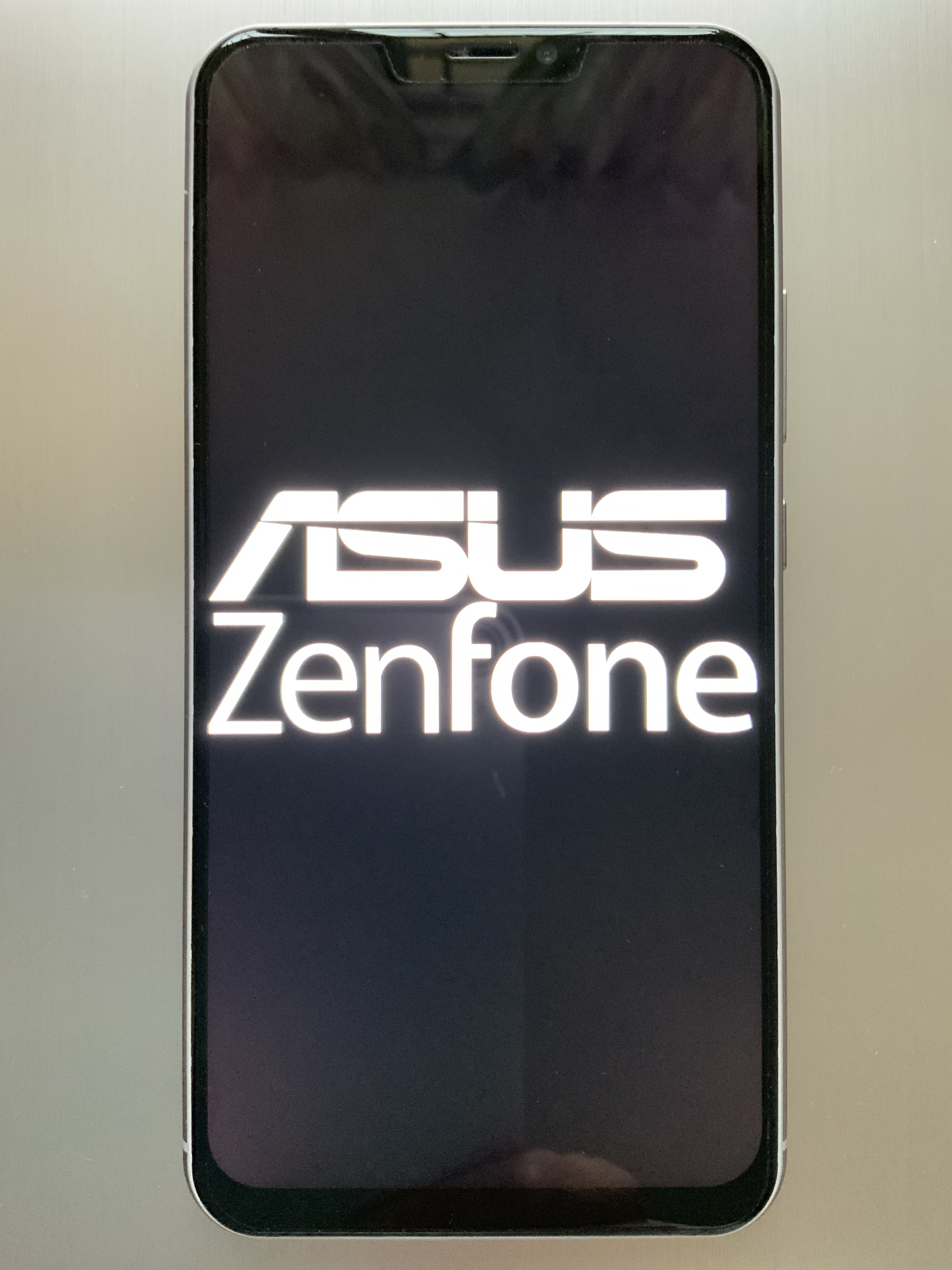
ASUS ZenFone
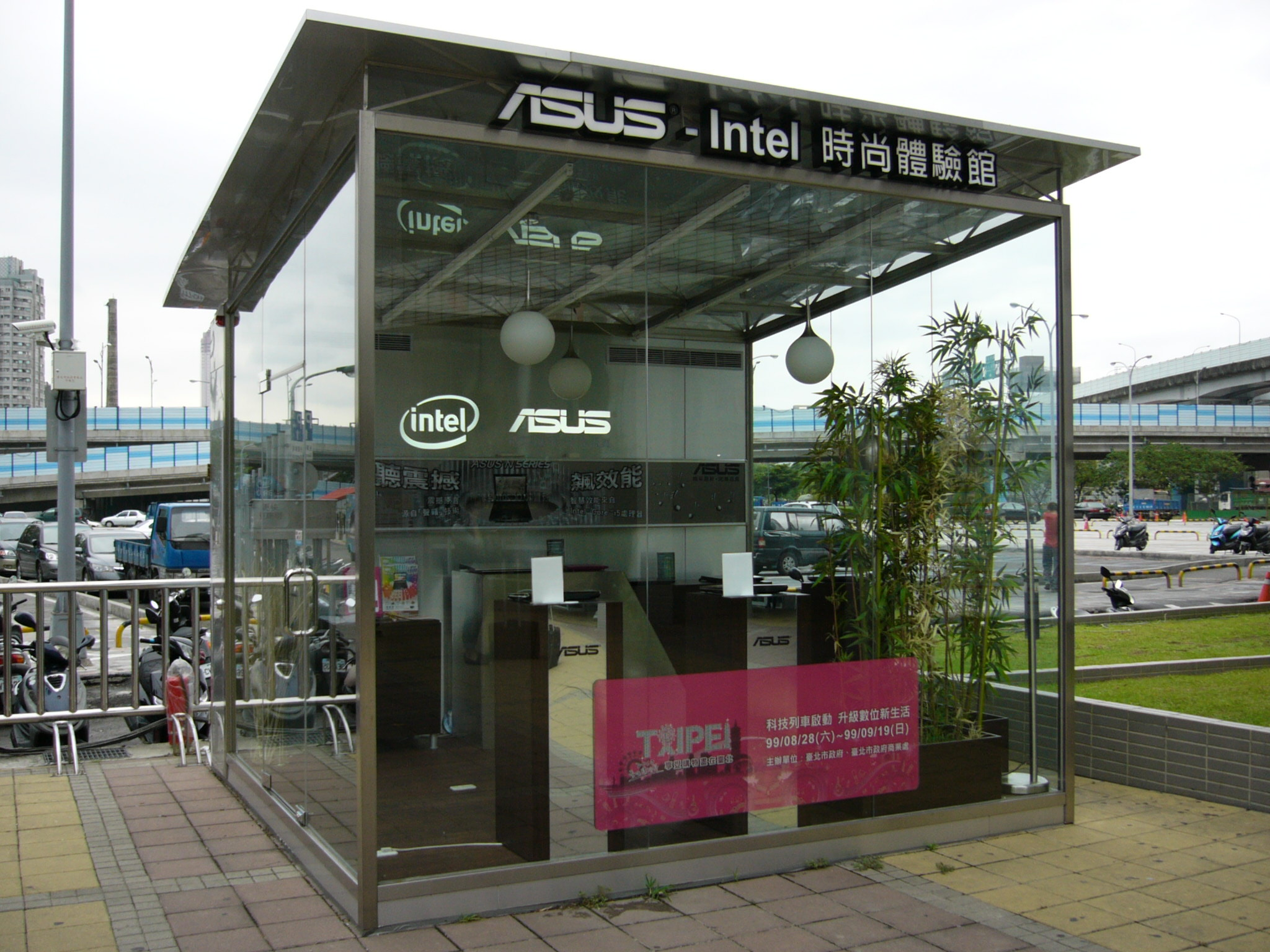
時尚體驗館
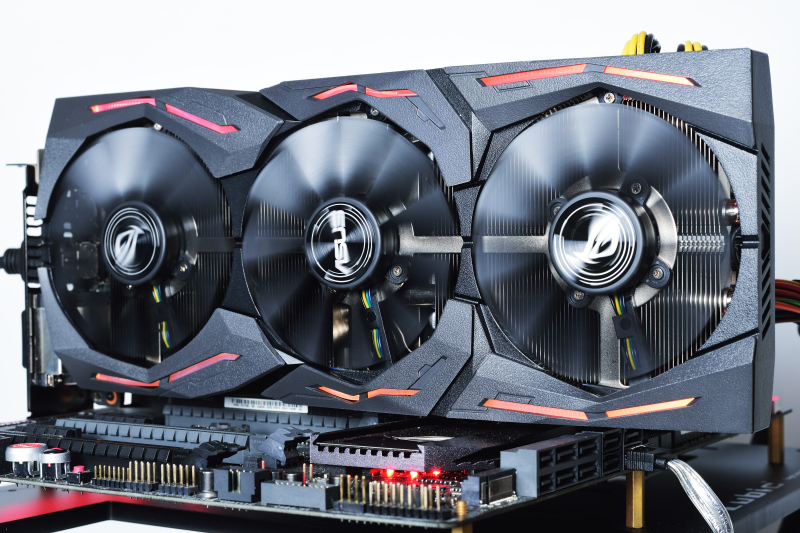
ROG STRIX GTX1080 O8G GAMING
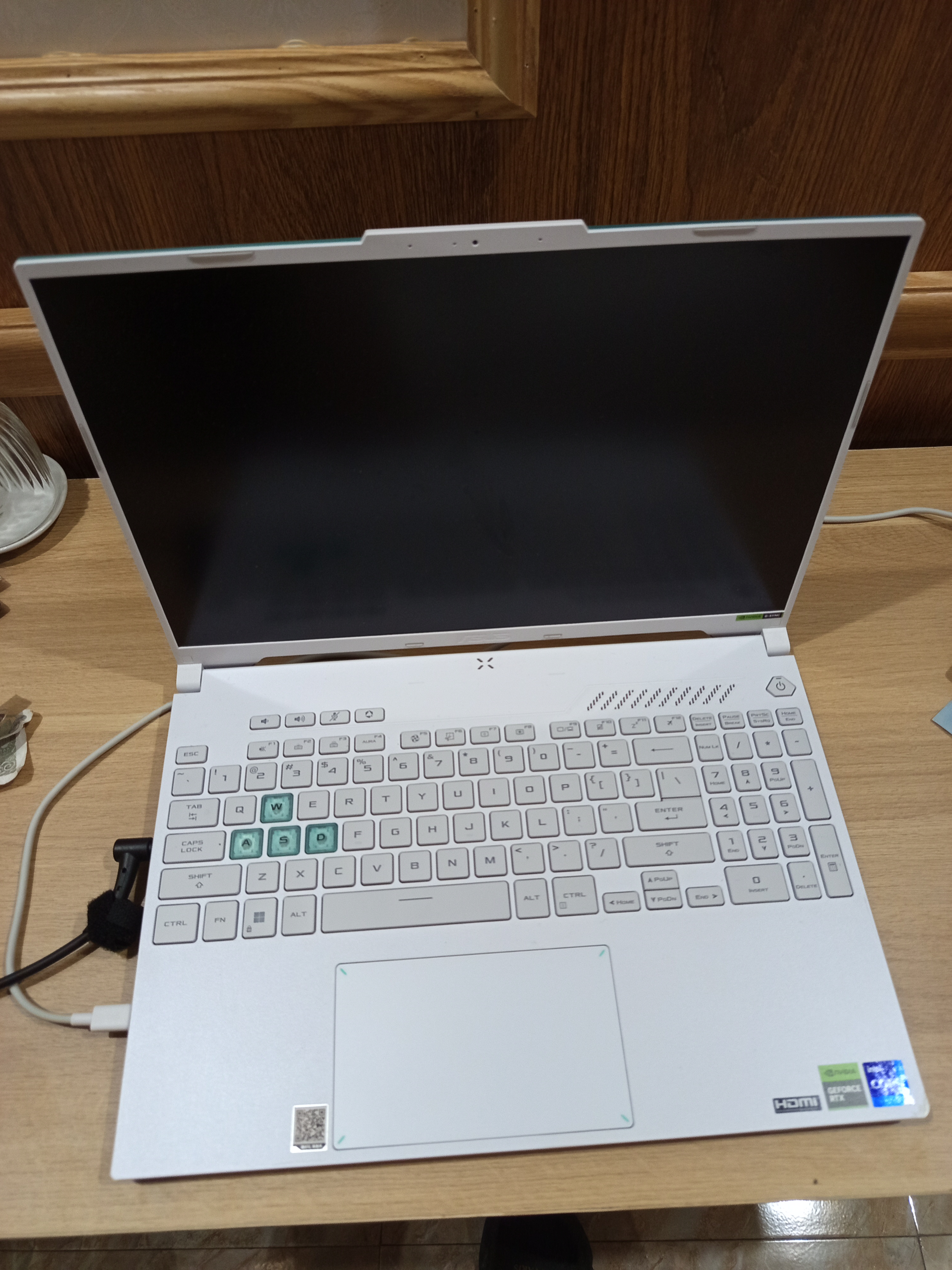
ASUS TUF Gaming 5 Pro Laptop 华硕天选 5 Pro 笔记本电脑

## 爭議事件

### 华硕门事件
2006年2月9日北京的黄静购买华硕笔记本电脑。在2006年2月15日黄静以CPU是工程版理由向华硕提出索赔提告。在2006年4月14日，黄静因涉嫌敲诈勒索被海淀检察院批准逮捕，同年12月26日，检察院向黄静提出取保候审通知。次年11月9日检察院决定向黄静做出不起诉决定。在2008年6月5日黄静代理律师提出了国家赔偿，后检察院做出刑事赔偿申请通知书，2008年10月26日，黄起诉华硕后又提出撤诉。

### 福州群毆顧客事件
2016年6月30日福州台江区大利嘉商城2楼华硕专卖店，發生顧客糾紛後店家承認其店員先推人出店導致顧客跌倒，後顧客叫來五人討說法，店家也叫來20人双方激烈争吵后互殴，有3人被送医救治，多名参与打架者被警方控制。市民现场拍摄的视频显示，起初在店门口双方对骂，有人举起了凳子、扫把朝另一方挥去，之后有七八个人围着一名黑衣男子暴打，該黑衣男是顧客找來的朋友之一被店家找來的人圍毆。海峽都市報記者追查發現該华硕专卖店因涉嫌欺诈消费者，已多次被媒体曝光。2013年海都报也报道过多位民眾在该店买电脑，交完订金后商家才說看中的电脑没货，极力推荐“好货”實為價格更高但配備更差的庫存品，許多不熟悉電腦者买回家蠻久後才由懂電腦的朋友发现上当。仅2013年当地工商所就接到了82起消费投诉，还以消费欺诈问题处理过该店。

### 上海群毆顧客事件
2018年8月上海一楊姓顧客透過微信聯絡槍神2筆電1070版購買事宜，與徐匯區太平洋玩家國度分店售貨員商定14600元人民幣，然而前往店家後售貨員改口稱發票不開只有一年保固，且記憶體是焊接版無法升級。顧客當面撥打原廠電話確認無此規定後雙方爭吵，店員又承認是良品翻修機但是是原廠出廠，楊先生大怒後表明下大雨天害他白跑一趟，之後一女店長出面飆罵要其滾出店面，推打中楊先生老婆與店長互毆，但她單方說法是女店長先踢人，之後在店門口所有店員圍毆楊先生夫婦。報警處理事後華碩原廠表示將店長和員工停職，該店也關門整頓。

### ROG工商爭議事件
2020年12月17日，華碩旗下品牌ROG的日本區分公司，與虛擬YouTuber經紀公司Hololive旗下主播合作直播工商，由於此前Hololive相關爭議(龍心事件)，中國大陸網民向ROG中國區分公司總經理俞元麟檢舉，最終該工商被迫取消，再加上期間因中國大陸ROG玩家共和國小編，PO文自稱華碩是中國公司與說出「刀已經架在老闆脖子上了，敗家仔們稍安勿躁」等言論，引發公關危機。台灣總公司對此採取冷處理，並未發表任何聲明。導致台灣網路社群出現批評及抵制華碩的聲浪，其後衍生出「刀碩」及「共碩」等嘲諷名詞，國外網路社群亦有相關議論。
12月23日，據內部的信件，高層要求員工「要以謙虛心態，學習及尊重不同觀點與見解」，但並未指明是針對該事件的回應。

### 亞旭電腦群聚染疫案
2022年1月9日，子公司亞旭電腦大園廠兩名外籍員工未依照政府規定用餐實聯制，因而桃園爆發COVID-19疫情時第一時間時未能被政府匡列採檢隔離，直到12天後的1月21日出現症狀才採檢確診。
1月21日，當日桃園市政府擴大採檢大園廠相關員工，晚間確定60多名員工確診被勒令停工，隔日將同在遠雄自由貿易港園區內的多間企業停工消毒採檢。而大園廠與中和廠因出現群聚事件後未依照政府立即停工、以及有員工支援大園廠卻隱匿疫調而分別被桃園市政府與新北市政府開罰新臺幣30萬元；目前已造成70名員工確診。

### 烏克蘭事件
2022年俄乌战争爆發，俄羅斯全面入侵烏克蘭，導致國際社會紛紛對俄羅斯進行經濟制裁，多家國際知名品牌皆退出或暫停俄羅斯業務，烏克蘭副總理於2022年3月10日公開呼籲華碩抵制俄羅斯，並寄公開信給董座施崇棠，表示「人們的性命比任何時候都更取決於您的選擇」，希望華碩能暫停俄羅斯的業務。
3月14日，華碩發表聲明表示：「公司一直致力遵從所在各國的規範，加上供應鏈、物流、銀行交易及其他因素所形成的複合性挑戰，對俄羅斯市場的出貨已停滯。為盡一份力量，決定將捐助財團法人賑災基金會「賑濟烏克蘭專戶」新台幣3,000萬，衷心期盼和平及人道援助能即時給予每一位受影響者。」

### ROG價差事件
2021年3月13日，ZenTalk繁中論壇有人詢問ROG Phone 5的中國大陸版本和台灣版本的差異，因中國大陸版比台灣版便宜六千多台幣並且多了Solar Core 3.1 遊戲加速引擎而引發討論，而後華碩對討論用戶進行了警告，引發了台灣網民不滿。

## 外部連結
- 華碩台灣 （页面存档备份，存于）（繁體中文）
- 華碩香港 （页面存档备份，存于）（繁體中文）
- 華碩中國 （页面存档备份，存于）（简体中文）
- 華碩台灣的Facebook專頁（繁體中文）
- ASUS Global的Facebook專頁（英文）
- YouTube上的華碩台灣頻道（繁體中文）
- YouTube上的ASUS Global頻道（英文）
- ASUSTouchpadHandwriting download （页面存档备份，存于）